# Eudendrium merulum
Eudendrium merulum is een hydroïdpoliep uit de familie Eudendriidae. De poliep komt uit het geslacht Eudendrium. Eudendrium merulum werd in 1985 voor het eerst wetenschappelijk beschreven door Watson. 